# Ribnjak Narta
Ribnjak Narta este o arie protejată (sit de importanță comunitară — SCI) din Croația întinsă pe o suprafață de 648,43 ha, integral pe uscat.

## Localizare
Centrul sitului Ribnjak Narta este situat la coordonatele 45°48′53″N 16°51′00″E / 45.814751°N 16.850042°E.

## Înființare
Situl Ribnjak Narta a fost declarat sit de importanță comunitară în iulie 2013 pentru a proteja 1 specie de plante și 3 specii de animale.

## Biodiversitate
Situată în ecoregiunea continentală, aria protejată conține 1 habitat natural: Ape stătătoare oligotrofe până la mezotrofe, cu vegetație de Littorelletea uniflorae și/sau de Isoëto-Nanojuncetea.
La baza desemnării sitului se află mai multe specii protejate:
- plante (1): Marsilea quadrifolia
- amfibieni (1): buhai de baltă cu burta roșie (Bombina bombina)
- mamifere (1): vidră de râu (Lutra lutra)
- nevertebrate (1): libelule (Leucorrhinia pectoralis)